# デュマース

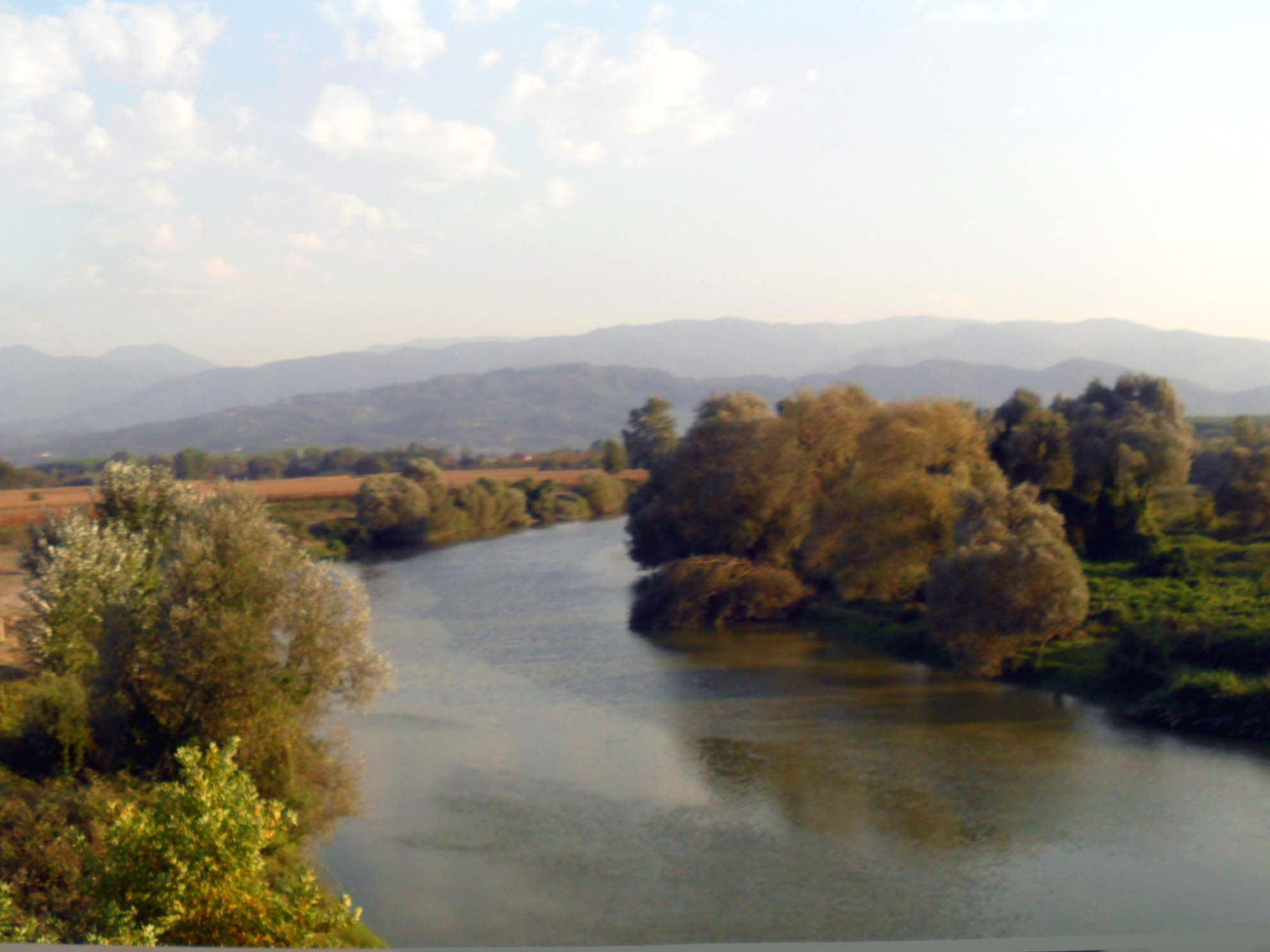
プリュギアの王デュマースは神話の中でサンガリオス川（現在のサカリヤ川）と結びつけられている。

デュマース（古希: Δύμας, Dymās）は、ギリシア神話の人物である。長音を省略してデュマスとも表記される。主に、
- プリュギアの王
- アイギミオスの子

などが知られている。以下に説明する。

## プリュギアの王
このデュマースは、プリュギアの王である。系譜についてははっきりせず、一説によるとエーイオネウスの子で、海神プローテウスの孫にあたるといい、また別の説によるとテュロスの王アゲーノールの子ポイニクスの子孫であり、ヘレネーとは遠く離れた同族であるという。
河神サンガリオスの娘エウノエーあるいはエウアゴラーと結婚し、ヘカベー、アシオス、メゲース、オトレウスをもうけた。
子供たちのうちヘカベーはトロイア王プリアモスと結婚して多くの子供たちの母となった。ただし、ヘカベーはキッセウスの娘とも、河神サンガリオスとメトーペーの娘とも言われる。アシオスおよびメゲースの子供たちはトロイア戦争の際にプリュギア勢を率いて戦った。オトレウスはトロイア戦争以前にプリアモスを救援してアマゾーン族と戦った。

## アイギミオスの子
このデュマースは、ドーリス人の王アイギミオスの子で、パムピューロスと兄弟である。ヘーラクレイダイの味方をして彼らの帰還を助けたが、オレステースの子ティーサメノスとの戦争でパムピューロスとともに戦死した。

## その他の人物
- マリアンデューノス人。アルゴナウタイにベブリュケス人の王アミュコスが危険であることを忠告した[20][21]。
- テーバイ攻めの七将のもとでテーバイと戦った戦士[22][23][24]。
- アリウス出身のアルケシラーオスの部下。トロイア戦争でアイネイアースに討たれた[25]。
- トロイア陥落時の混乱の中で味方に殺されたアイネイアースの部下[26]。
- パイアーケス人の間で名の知れた船乗り[27]。デュマースの娘は王女ナウシカアーの友人だった[28]。